# Orthocladius hazenensis
Orthocladius hazenensis är en tvåvingeart som beskrevs av Soponis 1977. Orthocladius hazenensis ingår i släktet Orthocladius och familjen fjädermyggor.
Artens utbredningsområde är Northwest Territories, Kanada. Inga underarter finns listade i Catalogue of Life.